# IJstijdvak

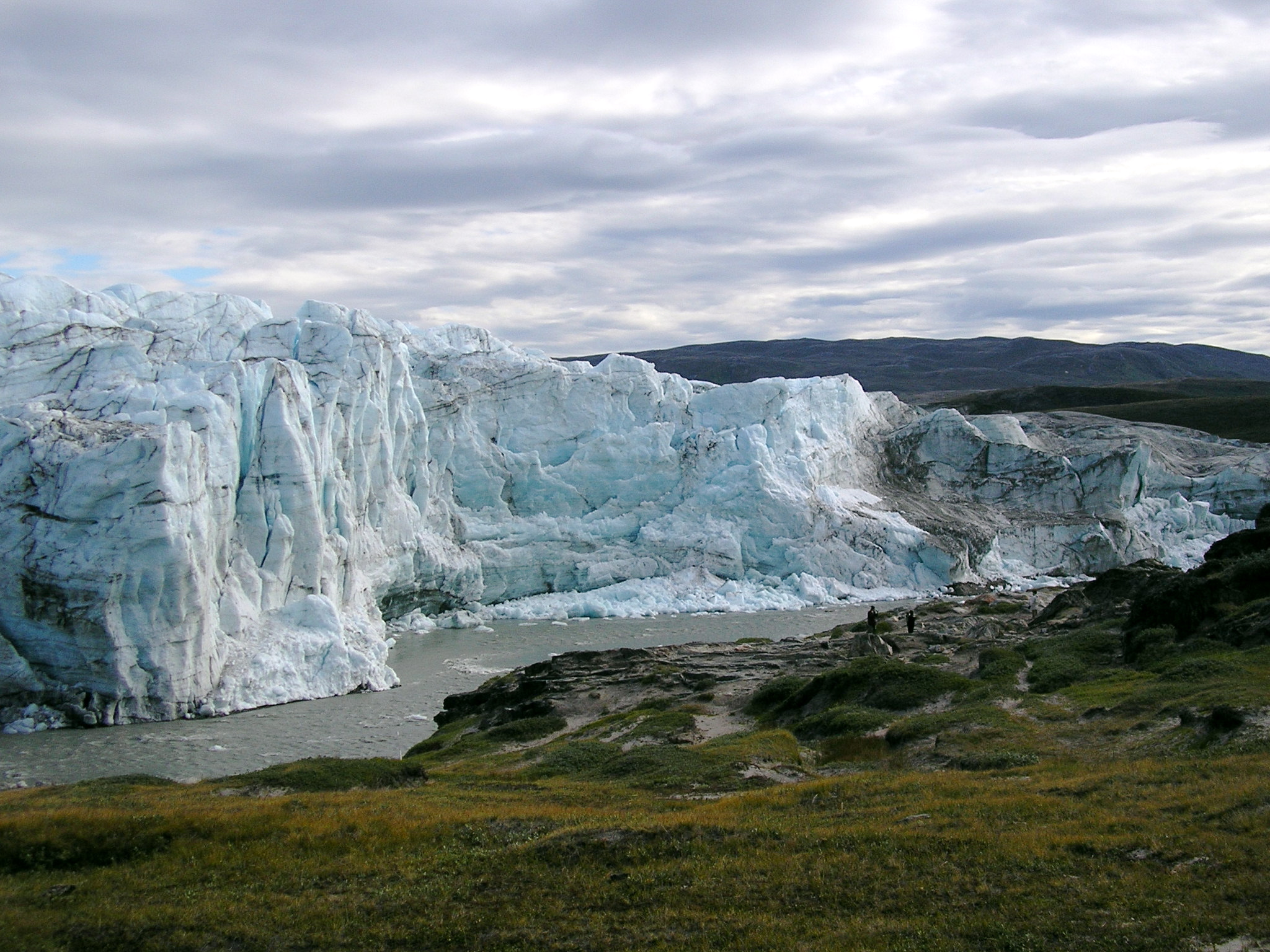
Het uiteinde van de ijskap op Groenland in de buurt van Kangerlussuaq.
Een ijstijdvak is een periode waarin ijskappen voorkomen op het land. Het voorkomen van ijskappen op Groenland maakt dus dat we per definitie in een ijstijdvak leven.

Een ijstijdvak of glaciatie is een geologisch tijdvak waarin ijskappen voorkomen. In de geologie wordt doorgaans kortweg gesproken van een ijstijd. Om verwarring met het begrip glaciaal, in de klimatologie, fysische geografie en de kwartairgeologie "ijstijd" genoemd, te voorkomen, is het beter te spreken van een ijstijdvak. Een glaciaal is een periode binnen een ijstijdvak waarin het klimaat op Aarde aanzienlijk kouder was dan tegenwoordig. Gedurende een ijstijdvak worden glacialen afgewisseld met interglacialen (warmere perioden zoals het huidige Holoceen). In dit artikel wordt de term 'ijstijd' enkel gebruikt als synoniem voor ijstijdvak.
Aangezien er heden ten dage ijskappen liggen op bijvoorbeeld Groenland en Antarctica, leven we tegenwoordig in een ijstijdvak: het Kwartair. Er is in de gehele geologische geschiedenis van de Aarde minstens vijfmaal sprake geweest van een ijstijdvak.
De oorzaken van het voorkomen van ijstijden zijn complex en divers. In het algemeen kan gesteld worden dat ligging van continenten, de samenstelling van de atmosfeer en astronomische variaties de belangrijkste factoren zijn. Maar per ijstijdvak zijn de omstandigheden anders en soms kunnen er specifieke oorzaken aan worden gewezen. IJstijden hebben over het algemeen verstrekkende gevolgen voor het milieu op Aarde, zowel vanuit geologisch als vanuit biologisch oogpunt. Meestal wordt de Zwitser Louis Agassiz gezien als geestelijk vader van het concept ijstijd, hoewel zijn werk voor een deel rustte op de bevindingen van zijn tijdgenoten.

## Terminologie en herkenning

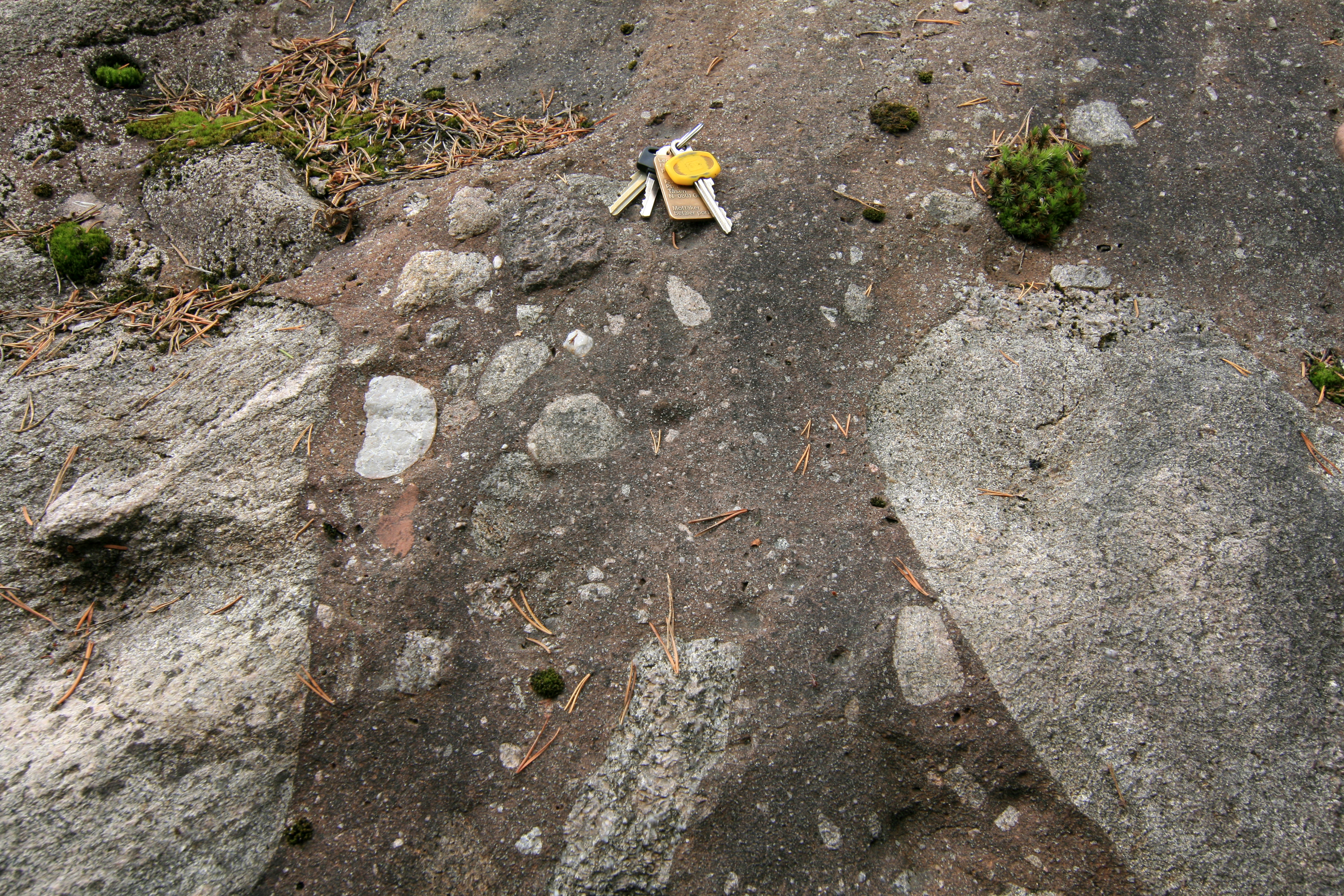
Een tilliet in Hedmark, Noorwegen. Afzettingen zoals deze vormen het bewijs voor de aanwezigheid van ijskappen in een ver geologische verleden.

Het algemene begrip ijstijd duidt een langere periode in de geologische geschiedenis aan waarin ijskappen op Aarde voorkwamen. De ijstijden die tegenwoordig worden onderscheiden, hebben een lengte van meerdere duizenden jaren. De term glaciaal wordt gebruikt om koude periodes binnen een ijstijd aan te duiden, waarin het landijs zich significant uitbreidde. Glacialen worden verondersteld enkele duizenden jaren te hebben geduurd. De koude glacialen worden afgewisseld met warmere interglacialen. Het epoch waar we nu in leven, het Holoceen, is een interglaciaal. De cyclische afwisseling binnen een ijstijd tussen glacialen en interglacialen wordt gestuurd door astronomische parameters. Tot op heden worden glacialen slechts in het Pleistoceen onderscheiden. Glacialen worden op hun beurt soms weer onderverdeeld in stadialen en interstadialen.
IJstijden worden in het geologisch archief herkend aan het voorkomen van glaciaal sediment. Voor ijstijden van voor het Cenozoïcum betreft het over het algemeen tillieten, dat zijn gelithificeerde, slecht gesorteerde glaciale sedimenten. Met name sedimenten die door gletsjers in zee zijn afgezet (zogeheten glaciomariene sedimenten) vormen een waardevolle bron van informatie, aangezien ze vaker over lange tijdschalen bewaard blijven dan terrestrische afzettingen. Aanwijzingen voor ijsbedekking in het Cenozoïcum zijn diverser, naast glaciale afzettingen zoals till, bevat ook diepmarien sediment uit diepzeekernen veel informatie. Uit het Kwartair zijn tevens veel glaciale landvormen bekend, die een belangrijke bewijs vormen voor de werking van glaciale processen en zelfs uit het Ordovicium zijn typerende landvormen zoals eskers en drumlins bewaard gebleven.

## Kwartaire ijstijd

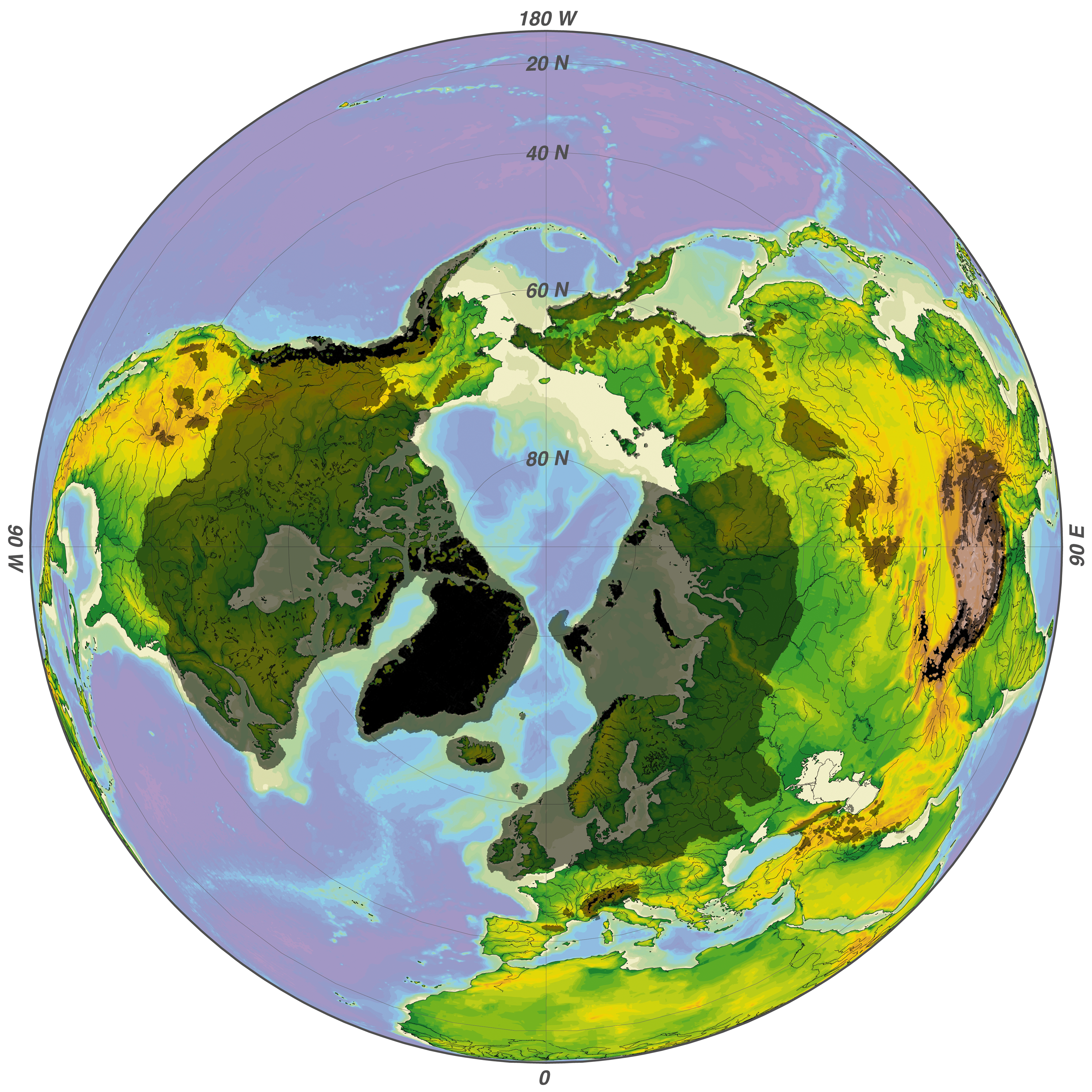
Huidige uitbreiding van het landijs op het noordelijk halfrond (zwart) en maximale uitbreiding gedurende het Kwartair (grijs).

Gedurende het gehele Kwartair (van 2,588 Ma tot heden) is er sprake van een ijstijdvak, die soms simpelweg als de ijstijd wordt aangeduid. De Kwartaire ijstijd is een verhevigde voortzetting van de Laat-Cenozoïsche ijstijd. Terwijl, naar men meent, het landijs zich voor 2,588 miljoen jaar geleden hoofdzakelijk beperkte tot Antarctica, kenmerkt het Kwartair zich juist door de periodieke en zeer grootschalige glaciaties van het noordelijk halfrond. Gedurende glacialen ontstonden er ijskappen die grote delen van Noord-Amerika en Europa bedekten. Het landijs trok zich terug gedurende interglacialen, maar het verdween niet, zoals ook te zien is aan de huidige ijskappen van Antarctica en Groenland. Tijdens het laatste glaciaal, het Weichselien, breidden de ijskappen zich uit tot Denemarken, Noord-Duitsland en Polen. Het landijs bereikte Nederland in de twee voorgaande glacialen, het Saalien en het Elsterien. België is tot nog toe tijdens het Kwartair niet door ijs bedekt geweest.

## IJstijden voor het Kwartair
Hoewel de Kwartaire ijstijd waarschijnlijk het meest bekend is bij het grote publiek, zijn er ook uit vroegere periodes ijstijden bekend. Een enigszins ruwe onderverdeling leidt tot vijf ijstijden. Hiervan zijn er twee in het Proterozoïcum en drie in het Fanerozoïcum. Er zijn ook aanwijzingen voor een ijstijd in het Archeïcum, met name afzettingen uit zuidelijk Afrika wijzen hier sterk op, maar voor de rest is er nog veel onduidelijk over het voorkomen van ijskappen in de vroegste era's van de Aardse geschiedenis. Het Mesozoïcum (de tijd waarin dinosauriërs op Aarde voorkwamen) geldt traditioneel als een uitgesproken warme tijd, recentelijk is er echter gesuggereerd dat ook toen sprake zou kunnen zijn geweest van ijsbedekking, maar dat is nog onderwerp van discussie.

### IJskappen op de evenaar
Zowel de Laat-Proterozoïsche ijstijd als de Vroeg-Proterozoïsche ijstijd wordt door sommige geologen geassocieerd met de Sneeuwbalaardetheorie. Die theorie stelt dat bepaalde ijstijden zo sterk waren dat de ijskappen van de polen tot aan de evenaar vrijwel de gehele Aarde bedekten. Met name uit het Cryogenium is sterk bewijs dat er in de tropen ijskappen op zeeniveau voorkwamen, uit dezelfde periode ontbreekt tot nog toe echter bewijs voor het voorkomen van ijskappen nabij de polen. Een alternatieve hypothese om deze verschijnselen te verklaren is dat de aardas in die tijd sterk gekanteld was (waarbij wordt verondersteld dat de obliquiteit meer dan 54° was), waardoor de polen warmer waren dan de evenaar.
| IJstijd                      | Ouderdom    | Periode of Tijdvak       | Era                | Eon           | Kenmerken                                                 |
| ---------------------------- | ----------- | ------------------------ | ------------------ | ------------- | --------------------------------------------------------- |
| Laat-Cenozoïsche ijstijd     | vanaf 30 Ma | Oligoceen tot heden      | Cenozoïcum         | Fanerozoïcum  | tot aan het Kwartair hoofdzakelijk beperkt tot Antarctica |
| Laat-Paleozoïsche ijstijd    | 326-267 Ma  | Carboon en Perm          | Paleozoïcum        | Fanerozoïcum  |                                                           |
| Vroeg-Paleozoïsche ijstijd   | ~440 Ma     | Ordovicium               | Paleozoïcum        | Fanerozoïcum  | geassocieerd met de Laat-Ordovicische massa-extinctie     |
| Laat-Proterozoïsche ijstijd  | 750-582 Ma  | Cryogenium en Ediacarium | Neoproterozoïcum   | Proterozoïcum | geassocieerd met de Sneeuwbalaardetheorie                 |
| Vroeg-Proterozoïsche ijstijd | ~2,3 Ga     | Siderium en Rhyacium?    | Paleoproterozoïcum | Proterozoïcum | geassocieerd met de Sneeuwbalaardetheorie                 |
| Archeïsche ijstijd           | ~2,9? Ga    | ?                        | Mesoarcheïcum?     | Archeïcum     | Weinig over bekend                                        |

## Oorzaken
we simply do not understand how it is that the Earth’s climate is capable of achieving its glacial state
— Wally Broecker

Een ijstijd wordt verondersteld veroorzaakt te worden door een samenloop van geologische en klimatologische omstandigheden. IJskappen kunnen slechts ontstaan als er in een gebied over een langere periode meer sneeuw valt, dan dat er afsmelt. Hiervoor moet er voldoende neerslag vallen (met name in de winter) en moet de temperatuur niet te hoog zijn (met name in de zomer). De specifieke omstandigheden, die tot de vorming van grote ijskappen leiden, kunnen per ijstijd verschillend zijn, maar een aantal omstandigheden worden vaak in overweging genomen om het optreden van ijstijden te verklaren:
1. De ligging van continenten.
2. Een lage concentratie CO2 in de atmosfeer.
3. Astronomische variaties.

### Ligging continenten

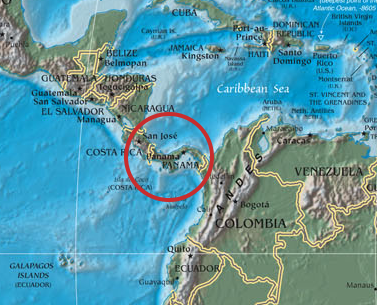
De vorming van de landengte van Panama aan het eind van het Plioceen sloot de verbinding tussen de Grote Oceaan en Caraïbische Zee af. Dit leidde waarschijnlijk tot grote veranderingen in oceaancirculatie.

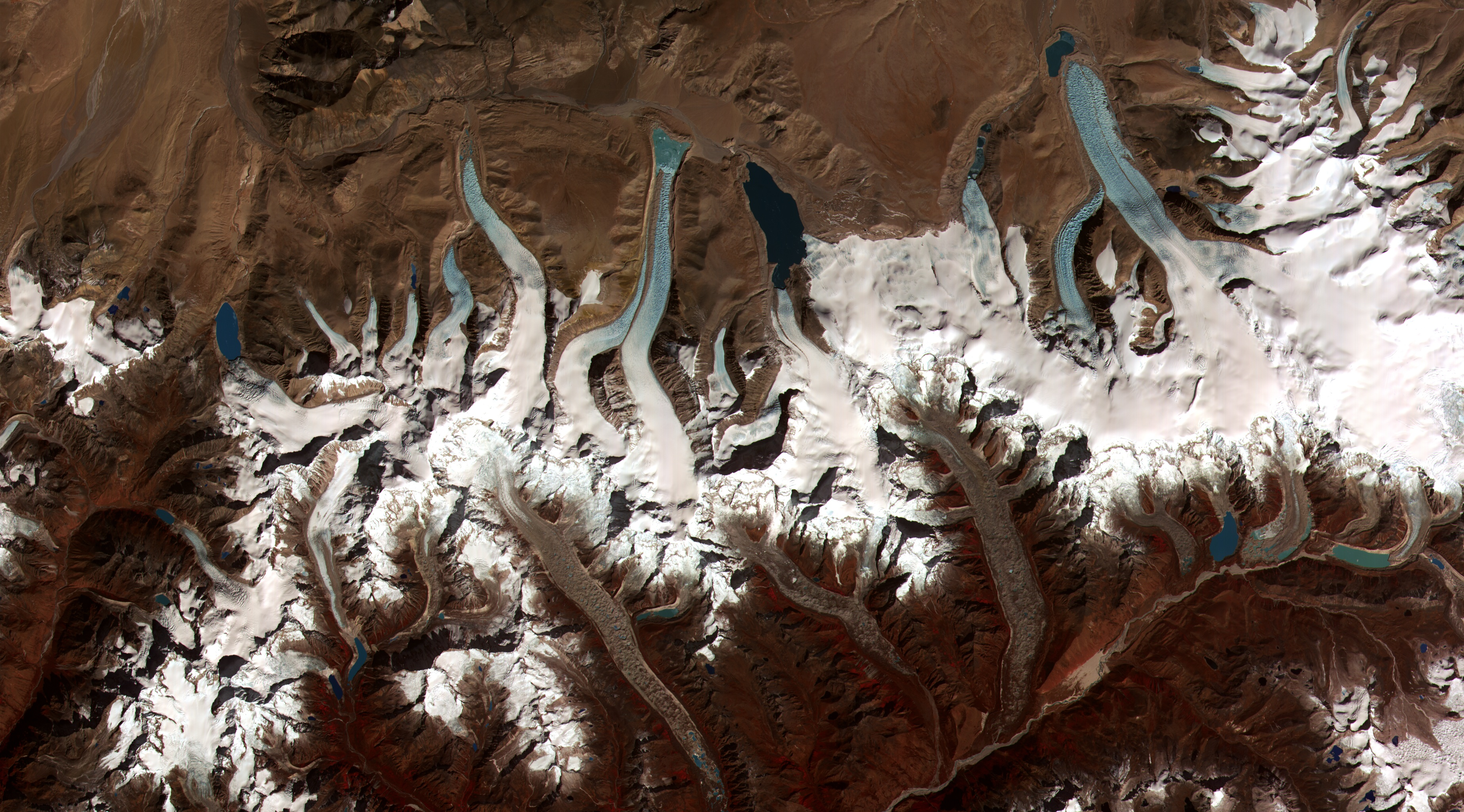
Glaciaal landschap in Bhutan. De vorming van het Tibetaans Hoogland en de Himalaya in het Cenozoïcum heeft wellicht een rol gespeeld bij de afkoeling die sinds het Eoceen plaatsvindt.

Als gevolg van de plaattektoniek veranderen continenten voortdurend van plek. Dit proces van continentverschuiving gaat langzaam, maar is van groot belang op een geologische tijdschaal, dat wil zeggen over meerdere miljoenen jaren gezien. De verschillende ligging van continenten in het verleden is door middel van paleogeografische reconstructies achterhaald en speelt een belangrijke rol bij het verklaren van het optreden van ijstijden.
- IJskappen kunnen slechts ontstaan als continenten op of bij de polen gelegen zijn, ijskappen vormen zich immers alleen op land. Gedurende het Fanerozoïcum is er geen bewijs voor de aanwezigheid van landijs in periodes dat er geen landmassa nabij de polen lag. De ligging van continenten in het poolgebied kan echter niet de enige verklaring zijn voor het voorkomen van ijstijden, aangezien bijvoorbeeld in het Krijt er wel degelijk continenten bij de polen lagen, maar er geen enkele aanwijzing is voor ijsbedekking gedurende die periode.[20]
- Een ander punt is dat de ligging van continenten ook de oceaancirculatie beïnvloedt. Wanneer zich landengtes vormen, zoals bij Panama gebeurde tussen Zuid- en Noord-Amerika in het Plioceen, kan dat grote invloed hebben op de globale circulatiesystemen in de oceaan. Deze bepalen namelijk het vocht- en warmtetransport van lage naar hoge breedtes. Wanneer er meer vocht richting de polen wordt getransporteerd, kan dat leiden tot meer sneeuwval en de opbouw van ijskappen. Wanneer er minder warmte richting de polen gaat, kan dat leiden tot verminderd afsmelten van sneeuw en ijs. Dit laatste was waarschijnlijk het geval toen Antarctica aan het eind van het Eoceen van Zuid-Amerika gescheiden werd en zich een sterke koude stroming in de Zuidelijke Oceaan ontwikkelde, waardoor Antarctica als het ware thermisch geïsoleerd werd.[21]

### Atmosfeersamenstelling
De samenstelling van de atmosfeer heeft invloed op de temperatuur op Aarde door middel van het broeikaseffect en wordt in de geologische geschiedenis beïnvloed door een aantal processen:
- Vulkanische activiteit heeft een aanzienlijk effect op de concentratie van broeikasgassen (zoals CO2) in de atmosfeer. De snelheid van oceanische spreiding langs mid-oceanische ruggen is vermoedelijk deels bepalend voor de mate van vulkanisme in een bepaald tijdperk. Als de snelheid van deze spreiding relatief hoog is, dan is er sprake van sterk verhoogde vulkanische activiteit langs de mid-oceanische ruggen en subductiezones, waarbij veel CO2 vrijkomt. Hierdoor zal de temperatuur op Aarde hoger zijn gedurende periodes met hoge spreidingssnelheid (zoals het Krijt) dan gedurende periodes met een relatief langzame spreiding (zoals het Kwartair).[22]
- De mate van de opname van CO2 uit de atmosfeer door chemische verwering van silicaten heeft ook een effect op de sterkte van het broeikaseffect. Bij de chemische verwering van silicaatgesteenten (zoals graniet) wordt netto CO2 aan de atmosfeer onttrokken.[23] Door Maureen Raymo is een hypothese opgesteld waarbij de verhoogde snelheid van chemische verwering als gevolg van gebergtevorming als verklaring voor het voorkomen van ijstijden wordt gegeven.[24] Wanneer er zich nieuwe gebergtes vormen, komen er grote volumes gesteente aan het oppervlak te liggen die bloot komen te staan aan erosie en verwering. In de hypothese wordt gesteld dat hierbij zoveel CO2 aan de atmosfeer onttrokken wordt dat het een significant effect zou moeten hebben op het klimaat. IJstijden zouden volgens deze hypothese voornamelijk optreden in periodes met continentale collisie en men ziet bijvoorbeeld een verband tussen de Laat-Cenozoïsche ijstijd en de Alpiene orogenese.[25][26][27]
- De aanwezigheid van leven op Aarde heeft het klimaat beïnvloed en wordt wel gerelateerd met het optreden van bepaalde ijstijden. Centraal staat hierbij de opname van CO2 door middel van fotosynthese door planten en andere autotrofe organismen. Als deze organismen vervolgens in sediment begraven worden, wordt er netto CO2 aan de atmosfeer onttrokken. Gedurende het Devoon en het Carboon zorgde de opkomst van landplanten, in combinatie met een hoge sedimentatiesnelheid van organisch materiaal, ervoor dat de concentratie CO2 in atmosfeer sterk afnam. Tevens had het verschijnen van landplanten als effect dat de chemische verwering van silicaten sterk toenam, omdat de wortels van planten stoffen afscheiden die het verweringsproces bevorderen. Deze episode wordt wel als oorzaak voor de Laat-Paleozoïsche ijstijd aangevoerd.[28] Het verband tussen biosfeer en klimaat is door James Lovelock nader uitgewerkt in de Gaia-hypothese.[29]

### Astronomische variaties
Astronomische variaties hebben ook invloed op het klimaat op Aarde en daarmee op het optreden van ijstijden. Zo wordt de zonne-instraling beïnvloed door cyclische veranderingen in de aardbaan (de zogeheten Milanković-parameters) en door variaties in de activiteit van de Zon.

Weerkaatsingsvermogen (albedo) van verschillende oppervlaktetypes, een hogere waarde betekent dat er meer zonnestraling direct wordt teruggekaatst.

- De invloed van astronomische cycli (zoals de Milanković-parameters) is met name duidelijk op de relatief korte tijdschaal. Zo is algemeen aanvaard dat de variaties in glaciale en interglaciale periodes gedurende het Kwartair hoofdzakelijk door Milanković-parameters gestuurd worden. Dat er ook astronomische cycli met veel langere periodes zijn, die een merkbare invloed hebben op het klimaat op geologisch lange tijdschalen, is moeilijker aannemelijk te maken, maar is wel gesuggereerd. Het gaat hierbij om cyclische veranderingen in de galactic cosmic ray flux, die een correlatie vertonen met variaties in het paleoklimaat op de tijdschaal van het Fanerozoïcum.[30]
- De activiteit van de Zon heeft een grote invloed op het klimaat op Aarde, aangenomen wordt dat de Zon in het verre geologische verleden minder actief was dan tegenwoordig. Dit is waarschijnlijk een van de redenen dat er gedurende het Paleoproterozoïcum sprake was van een ijstijd ondanks dat de concentratie CO2 in atmosfeer velen malen hoger was.[31]

### Terugkoppelingen
De bovengenoemde processen worden versterkt door terugkoppelingsmechanismen. Een voorbeeld hiervan is de veranderingen in weerkaatsingsvermogen (albedo) die het ontstaan van een ijskap met zich mee brengt. Door de aanwezigheid van grote oppervlakten met wit ijs en sneeuw, zal er meer zonnestraling worden gereflecteerd, wat een afkoeling tot gevolg heeft. Hierdoor zal de vorming van een ijskap leiden tot een kouder klimaat. Tevens kunnen ijskappen de atmosferische circulatie veranderen, doordat ze een groot effect hebben op het regionale reliëf. De veranderde atmosferische circulatie kan de aangroei van ijskappen bevorderen, doordat bijvoorbeeld de neerslag toeneemt of er minder warme lucht wordt aangevoerd. Dit proces kan echter in theorie ook een omgekeerd effect hebben.

## Gevolgen
IJstijden hebben zowel grote geologische als biologische gevolgen.

### Geologische gevolgen
Door de grote volumes water die in ijskappen worden opgeslagen, hebben ijstijden grote invloed op globale veranderingen in het eustatisch zeeniveau.

### Biologische gevolgen
Ook wordt algemeen aangenomen dat ijstijden een rol hebben gespeeld bij de ontwikkeling van het leven op Aarde, gezien de grote milieuveranderingen die ze tot gevolg hadden. Zo wordt het verschijnen van de eerste complexe meercellige levensvormen, de Ediacarische biota, wel in verband gebracht met het einde van de Laat-Proterozoïche ijstijd in het Ediacarium. Ook massa-extincties worden soms gekoppeld aan het optreden van ijstijden, dit is bijvoorbeeld het geval bij de Laat-Ordovicische massa-extinctie. Verschillende fases in de evolutie van zoogdieren gedurende het Cenozoïcum kunnen worden gecorreleerd met de fases binnen de Cenozoïsche ijstijd.

## Historische ontwikkeling

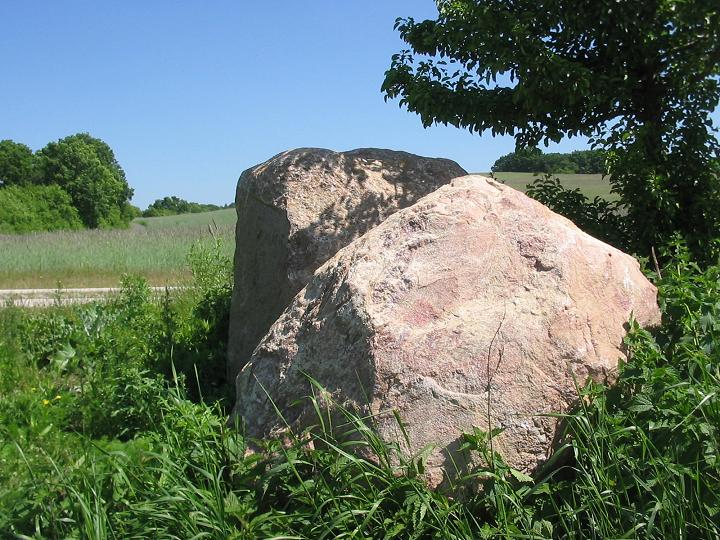
Zwerfsteen in Barnim, Noord-Duitsland. Het voorkomen van zwerfstenen was lastig te verklaren met theorieën die op de zondvloed waren gebaseerd.

Het voorkomen van glaciale verschijnselen, zoals zwerfstenen, werd van oudsher verklaard door mythologie. In Noorwegen werd bijvoorbeeld aangenomen dat trollen tijdens ruzies grote rotsblokken naar elkaar hadden gegooid, die zo over het land verspreid werden. De eerste wetenschappers die aandacht besteedden aan zulke verschijnselen namen aan dat de zondvloed de achterliggende oorzaak geweest zou moeten zijn. Na verloop van tijd kwamen echter steeds meer wetenschappers tot de conclusie dat het transport van grote rotsblokken niet slechts door stromend water had kunnen geschieden. Om deze problematiek op te lossen stelde Charles Lyell in 1830 dat zulke rotsblokken tijdens de vloed mee moesten zijn gevoerd door ijsbergen. Het sediment dat op deze manier afgezet zou zijn, werd drift genoemd en de theorie drifttheorie.
De glaciale theorie, die het voorkomen van drift verklaart door de werking van landijs, heeft zijn oorsprong in de Alpen. Grote zwerfstenen en rotsoppervlaktes met gletsjerkrassen zijn veelvoorkomende en opvallende verschijnselen in de Alpen. Tevens zijn er vele gletsjers te vinden. Al aan het eind van de 18e eeuw werden deze twee verschijnselen met elkaar in verband gebracht, onder anderen door de Zwitserse advocaat Bernhard Friedrich Kühn en Schotse geoloog James Hutton. Tussen 1815 en 1833 publiceerde de Zwitserse ingenieur Ignaz Venetz omvangrijk bewijsmateriaal over het voorkomen van grotere gletsjers in het verleden. In 1829 suggereerde hij dat ooit dikke gletsjers over de Jura tot in de Europese Vlakte hadden gereikt. In 1834 verleende Venetz' collega Johann von Charpentier steun aan deze theorie, door er een lezing aan te wijden voor het Zwitsers natuurwetenschappelijke genootschap.

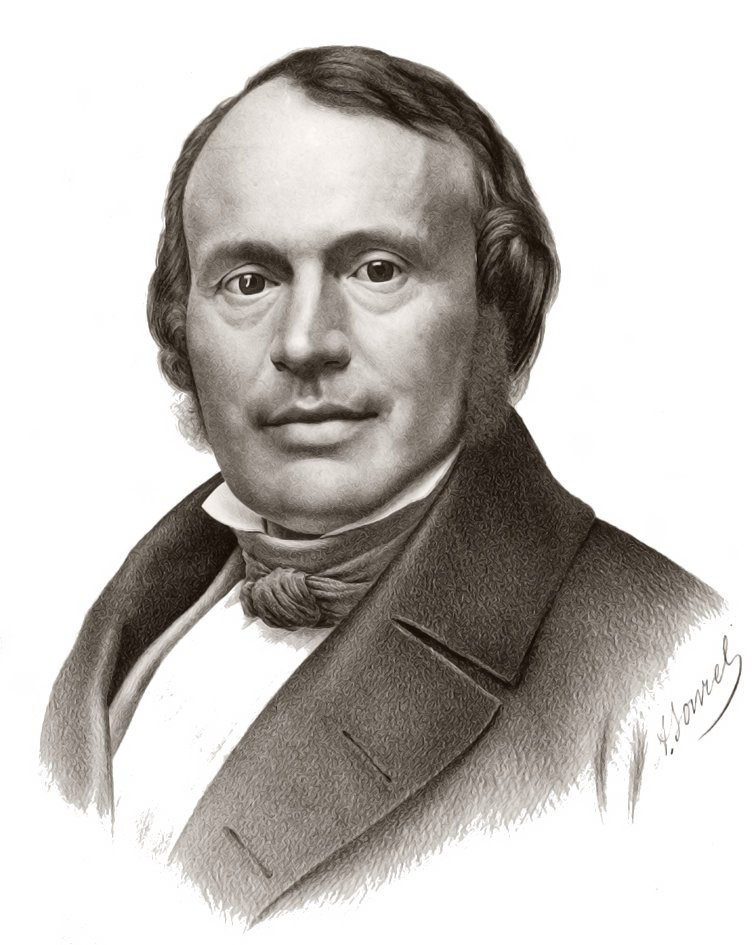
Louis Agassiz (1809-1873)

In andere delen van Europa werden gelijktijdig dezelfde ideeën ontwikkeld. Zo wist de Noorse geoloog Jens Esmark reeds in 1824 bewijs te presenteren over het voorkomen van wijdverspreide landijsbedekking in Noord-Europa. In Duitsland was het Albrecht Reinhard Bernhardi die de aanwezigheid van Scandivische stenen, ver van hun oorsprongsgebied, verklaarde door te stellen dat een "poolijskap" ooit tot aan Zuid-Duitsland gereikt had. De botanicus Karl Friedrich Schimper had ook zwerfstenen bestudeerd en naar aanleiding daarvan introduceerde hij de term der Eiszeit, in een gedicht dat hij in 1837 schreef ter gelegenheid van de herdenking van Galileis geboortedag.
Schimper deelde zijn geschriften, waarin hij postuleerde dat grote delen van Azië, Europa en Noord-Amerika ooit met ijs bedekt waren geweest, met de Zwitser Louis Agassiz. Agassiz had ook al de lezing van Charpentier bijgewoond, maar op dat moment was hij nog fel gekant geweest tegen de voorgestelde theorieën. Agassiz draaide echter bij nadat hij in 1836 met Charpentier samen veldonderzoek had gedaan. Vanaf dat moment was hij bekeerd en werd een hartstochtelijk propagandist van de glaciale theorie. In 1837 gaf hij een lezing voor het Zwitserse natuurwetenschappelijke genootschap waarin hij het voorkomen van de "Grote IJstijd" verklaarde door het optreden van wereldwijde klimaatveranderingen. Met "Études sur les glaciers" publiceerde Agassiz in 1840 een voor die tijd revolutionaire studie naar het optreden van ijstijden. Hij verdedigde de glaciale theorie met zoveel verve, in zowel Europa als Noord-Amerika, dat hij wel een glaciaal evangelist werd genoemd, maar ook wel vader van de glaciale theorie. Agassiz wist niet onmiddellijk iedereen te overtuigen; het wetenschappelijke debat omtrent de ijstijden woedde nog enkele decennia voort. Tegen het eind van de 19e eeuw was het idee dat de aarde in het verleden door gigantische ijskappen bedekt was geweest echter onder serieuze wetenschappers in brede kring geaccepteerd.
De afzettingen en landvormen die Agassiz en zijn tijdgenoten bestudeerden, waren gevormd in het Pleistoceen. De eerste aanwijzingen dat eerder ook al sprake was geweest van grootschalige ijsbedekking werden in 1859 gevonden, zowel in Australië als in India. Enkele jaren later werden ook in Schotland, Canada, Zuid-Afrika en Brazilië glaciale afzettingen aangetroffen die duidelijk van ver voor het Pleistoceen stamden. Dit weersprak het in die tijd populaire idee dat de Aarde in de loop van de geologische geschiedenis geleidelijk was afgekoeld. De publicaties van Arthur Philemon Coleman in het begin van de 20ste eeuw over tillieten uit het Paleoproterozoïcum in Canada zijn zelfs revolutionair te noemen, aangezien daarmee werd aangetoond dat zelfs in de vroegste geschiedenis van de Aarde zeer koude condities hadden geheerst.